# (36122) 1999 RG145
1999 RG145 (asteroide 36122) é um asteroide da cintura principal. Possui uma excentricidade de 0.09462550 e uma inclinação de 13.26234º.
Este asteroide foi descoberto no dia 9 de setembro de 1999 por LINEAR em Socorro.